# عطا عبد الوهاب
عطا عبد الوهاب (1924 - 25 كانون الثاني 2019م) قاضٍ عراقي وسياسي ومؤرخ ومترجم، عمل في الدبلوماسية العراقية، ثم أصبح سكرتيراً للملك فيصل الثاني والأمير عبد الإله، ثم اتجه إلى التأليف والترجمة. وكان أول سفير للعراق في الأردن بعد الاحتلال الأمريكي للعراق، فكان تعيينه سفيراً سنة 2004م، وعُيّنَ في مجلس الحكم العراقي، عضواً مناوباً لعدنان الباججي، وكتبَ عطا المسودةَ الأولى لقانون إدارة الدولة للمرحلة الانتقالية بعد الاحتلال، فحصل بها على وسام الاستقلال من الدرجة الاولى مقدماً من الملك عبد الله الثاني.

## النشأة

### الجد والأب والعشيرة
عطا بن عبد الوهاب بن عبد الرزاق بن صفر القيسي، من عشيرة قيس العربية، كان أبو جدّه «صفر» ضابطاً في الجيش العثماني، وكان جدّهُ عبد الرزاق شيخاً في جامع الحيدرخانة، وُلدَ أبوه عبد الوهاب سنة 1880م في بغداد، ودرس في المعاهد العثمانية، ثم خدم بصفة ضابط في الجيش العثماني، وأسَرَته القوات البريطانية في بداية الحرب العالمية الأولى، ثم نُفيَ إلى الهند، ثم أفرج عنه وعاد إلى العراق سنة 1921، وظلّ ضابطاً في الجيش العراقي حتى وفاته سنة 1942م، تزوّج عبد الوهاب من بدرية عبد اللطيف، وله منها ثلاثة أبناء، ُجميل وزكي وعطا، وهُم أبناء عمٍّ لرياض القيسي.[بحاجة لمصدر]

### المولد
وُلدَ عطا بن عبد الوهاب في بغداد سنة 1924م، ودرسَ المرحلة الابتدائية في مدرسة المأمونية، ثم درس الإعدادية في مدرسة إعدادية الغربية، وتخرج في كلية الحقوق سنة 1944م.

## مهنته
عُيّنَ قاضياً سنة 1947م في محكمة صلح بغداد، حتى سنة 1950م حين نُقل إلى وزارة الخارجية ليكون عضواً في مكتب العراق الدائم في الأمم المتحدة، بدرجة سكرتير ثالث، وممثلاً للعراق في لجان الجمعية العامة، وخاصة اللجان القانونية، انتقل عطا سنة 1955 إلى سفارة العراق في بيروت، ومنصبه سكرتير أول، ثم نُقلَ إلى الديوان الملكي في بغداد سنة 1957م، ليكون سكرتيراً خاصّاً للملك فيصل وللأمير عبد الإله، وظل سكرتيراً حتى يوم 15 تموز سنة 1958م حين فُصل من عمله، بعد يوم من ثورة تموز 1958 في العراق، عاد إلى بغداد سنة 2005 مع 15 عضواً في تجمع الديمقراطيين المستقلين.

## خطفه
بعد أن فُصلَ من عمله في الديوان الملكي، عمل عطا في المحاماة، مهنته الأولى، وبعد انقلاب 17 تموز 1968 اُعتقل أخوه زكي عبد الوهاب بتهمة العمالة للغرب، وكان زكي وزيراً في الحكم الملكي، فاضطرّ أخوه عطا عبد الوهاب إلى مغادرة العراق إلى لندن، وفي سنة 1969م زارَ عطا الكويت زيارةَ عمل، فاختطفته المخابرات العامة من فندق شيراتون الكويت الذي يقيم فيه، واقتادته إلى بغداد ليُسجن في قصر النهاية، وعُذب هنالك، ثم حُكم عليه بالإعدام، فانتظرَ التنفيذ 5 سنوات و4 أشهر، أُعدمَ حينئذٍ أخوه زكي، وخُفف الحكم عن عطا إلى السجن المؤبد، ثم أُخرج من السجن سنة 1982م بعد أن قضى 13 سنةً. قالت بلقيس شرارة في كتابها (جدار بين ظلمتين) «كانت زنزانة عطا عبد الوهاب مقابل زنزانتنا تماما كنت أنا منهمكة في القراءة، كما كان هو أيضا منهمكاً في القراءة والترجمة، وكان قد أكمل ترجمة كتب عديدة قبل وصولنا إلى تلك الردهة كنت أزوره فيقرأ لي ولمحمد مقتطفات من ترجمته لمسرحية الملك لير لشكسبير ويبين لنا نقاط الضعف في الترجمات السابقة.».

## كتاباته
ألّف عطا عبد الوهاب عدة كتب، وترجمَ 31 كتاباً من الإنكليزية إلى العربية، أكثرها روايات:

### كتبه
| الكتاب                                                                               | السنة | الموضوع                                                            |
| ------------------------------------------------------------------------------------ | ----- | ------------------------------------------------------------------ |
| مختارات من ديوان أعوام الرمادة 1972 - 1982                                           | 2002  | قصائد كتبها عطا في أيام سجنه                                       |
| سيرة عمل سياسي بغداد - عمان (2003 - 2006)                                            | 2008  | وصف لأعماله في السفارة العراقية في الأردن                          |
| على هامش (السلالة)؛ ما قاله الكتاب العراقيون عن كتاب ' سلالة الطين ' لعطا عبد الوهاب | 2009  | تحليل وتعليقات على كتاب سيرة مأساة                                 |
| الأمير عبد الإله؛ صورة قلمية                                                         | 2001  | سيرة للأمير عبد الإله، استلّها عطا عبد الوهاب من كتابه سلالة الطين. |
| خواطر دينية                                                                          | 2016  | عن التفسير المعاصر للقرآن الكريم                                   |
| أحاديث الثلاثاء؛ كتابات لمثقفين عراقيين ج1                                           | 2011  | تدوين لمحتوى ندوات ثقافية في بيت عطا عبد الوهاب في الأردن          |
| أحاديث الثلاثاء؛ كتابات لمثقفين عراقيين ج2                                           | 2011  | تدوين لمحتوى ندوات ثقافية في بيت عطا عبد الوهاب في الأردن          |
| أحاديث الثلاثاء؛ كتابات لمثقفين عراقيين ج3                                           | 2012  | تدوين لمحتوى ندوات ثقافية في بيت عطا عبد الوهاب في الأردن          |
| أحاديث الثلاثاء؛ كتابات لمثقفين عراقيين ج4                                           | 2013  | تدوين لمحتوى ندوات ثقافية في بيت عطا عبد الوهاب في الأردن          |
| أحاديث الثلاثاء؛ كتابات لمثقفين عراقيين ج5                                           | 2014  | تدوين لمحتوى ندوات ثقافية في بيت عطا عبد الوهاب في الأردن          |
| أحاديث الثلاثاء؛ كتابات لمثقفين عراقيين ج6                                           | 2017  | تدوين لمحتوى ندوات ثقافية في بيت عطا عبد الوهاب في الأردن          |
| سلالة الطين: سيرة مأساة                                                              | 2004  | سيرة وذكريات عصيبة للمؤلف                                          |
| فرجينيا وولف سيرة حياة                                                               | 2020  | ترجمة السيرة الذاتية لفيرجينيا وولف                                |
| التحدى أمام الجنوب: تقرير لجنة الجنوب                                                |       | ترجمة                                                              |